# Alcestis (Eurípides)

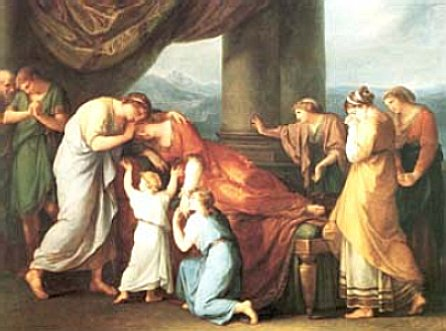
La mort d'Alcestis, d'Angelica Kauffmann (1741-1807)

Alcestis (en grec: Άλκηστις) és una obra d'Eurípides. L'obra fou, probablement, representada per primer cop en les Dionísia l'any 438 aC.

## Personatges
- Apol·lo
- La Mort
- Cor
- Una criada
- Alcestis
- Admet
- Eumel
- Hèracles
- Feres
- Un criat

## Context
Apol·lo, després de matar els ciclops, havia quedat exiliat de l'Olimp durant nou anys, que passà al servei del rei de Tessàlia, Admet, un home conegut per la seva hospitalitat i que tractà molt bé Apol·lo. En agraïment, el déu aconseguí per al rei que les moires li concedissin viure més enllà de la data de la seva mort. El regal, tanmateix, tenia un preu: Admet havia de trobar algú que el substituís quan la mort vingués a reclamar-lo.
Arriba el moment de la mort d'Admet, i no ha trobat ningú, ni els seus pares, que el vulgui substituir. Finalment, Alcestis, la seva dona, decideix que se l'enduguin en lloc del seu marit, perquè no vol deixar els seus fills sense pare.

## Trama
Alcestis, agonitzant al llit, demana que, a canvi de la seva mort, Admet mai no es casi de nou, que no l'oblidi ni posi una dona per cuidar els seus fills. Admet hi està d'acord, i promet portar una vida de solemnitat en honor seu, bo i abstenint-se de l'alegria que era part integral de casa seva. Alcestis mor.
Aleshores, el vell amic d'Admet, Hèracles, arriba al palau, sense saber què hi ha passat. L'hospitalitat és considerada una gran virtut, de fet, és la principal motivació dels personatges al llarg de l'obra. Seria contrari a les bones maneres rebutjar un hoste, de manera que el rei decideix no importunar-lo amb les tristes notícies i instrueix els criats perquè donin la benvinguda a Hèracles i callin. Hèracles s'emborratxa i comença a importunar els criats, que estimaven llur reina i estan tristos per no poder plorar-la com es mereix. Finalment, un d'ells no se'n pot estar i explica a l'hoste què és el que ha passat.
Hèracles se sent incòmode pel seu comportament, i decideix enfrontar-se a la Mort mentre els sacrificis funeraris es fan a la tomba d'Alcestis. Quan torna, porta amb ell una dona amb vel i diu a Admet que és una nova muller. Després de moltes discussions, força Admet a prendre en matrimoni aquella dona, però quan aixeca el vel, descobreix que en realitat és Alcestis, que ha tornat de la mort. Hèracles ha lluitat contra la Mort i l'ha forçada a tornar-la-hi.